# Bonaventura Gran
Miquel Baptista Gran Peris (Riudoms (Baix Camp), 24 de novembre de 1620 - Roma (Itàlia), 11 de setembre de 1684) conegut actualment com a Beat Bonaventura Gran o com a Fra Bonaventura de Barcelona en vida seva, va ser un frare franciscà, proclamat beat per l'Església catòlica.

## Biografia
Va néixer a Riudoms el 24 de novembre de 1620 en una modesta casa del que es coneixia com a carrer de la Butxaca i que avui porta el seu nom. Després de casar-se amb 18 anys per desig del seu pare i quedar vidu en pocs mesos, entrà al convent dels franciscans de Sant Miquel d'Escornalbou i feu la professió religiosa el 14 de juliol de 1641 on canvià el seu nom pel de Bonaventura. En els següents anys va ser destinat a Móra d'Ebre, Figueres, la Bisbal d'Empordà i Terrassa on dona nom a un carrer.
El 1658 va ser enviat a Roma on funda el Sant Retir que són quatre convents a la província de Roma, entre ells Sant Bonaventura al Palatí. Fou conseller de quatre papes: Alexandre VII, Climent IX, Climent X i Innocenci XI. El 1662 va fundar a Roma la Riformella, un moviment de reforma al si de l'Orde dels Frares Menors Reformats de l'Estricta Observança, per tal que els frares i preveres franciscans que es dedicaven a l'apostolat popular poguessin recollir-se en cases de recolliment i retir espiritual, vivint així l'esperit fundacional de l'orde franciscà.
L'any 1679, a petició dels jurats riudomencs envià des de Roma les relíquies de Sant Bonifaci, Sant Julià i Sant Vicenç. Des d'aleshores, el segon diumenge de maig se celebra a Riudoms la festa de les Santes Relíquies.
Morí a Roma l'11 de setembre de 1684.

## Veneració
El 1775 fou declarat venerable i el 1906 fou beatificat pel Papa Sant Pius X, després d'haver-se provat dues curacions miraculoses. L'una el 1790 en què una dona va quedar en un estat gravíssim després de caure del cavall i es va curar inexplicablement després d'haver-lo invocat. L'altra, el 1818 en què una altra dona, quedà inconscient durant tres dies després d'un part i es curà instantàniament després d'aplicar-se-li una relíquia del venerable.
A Riudoms es conserven les seves despulles des de 1972, any en què es van traslladar des de Roma. Actualment es troben a la capella del Santíssim de l'Església de Sant Jaume Apòstol. A Riudoms hi ha una gran devoció pel Beat Bonaventura i se celebra una festa en el seu honor cada 24 de novembre on es treuen les seves restes en processó pel poble.

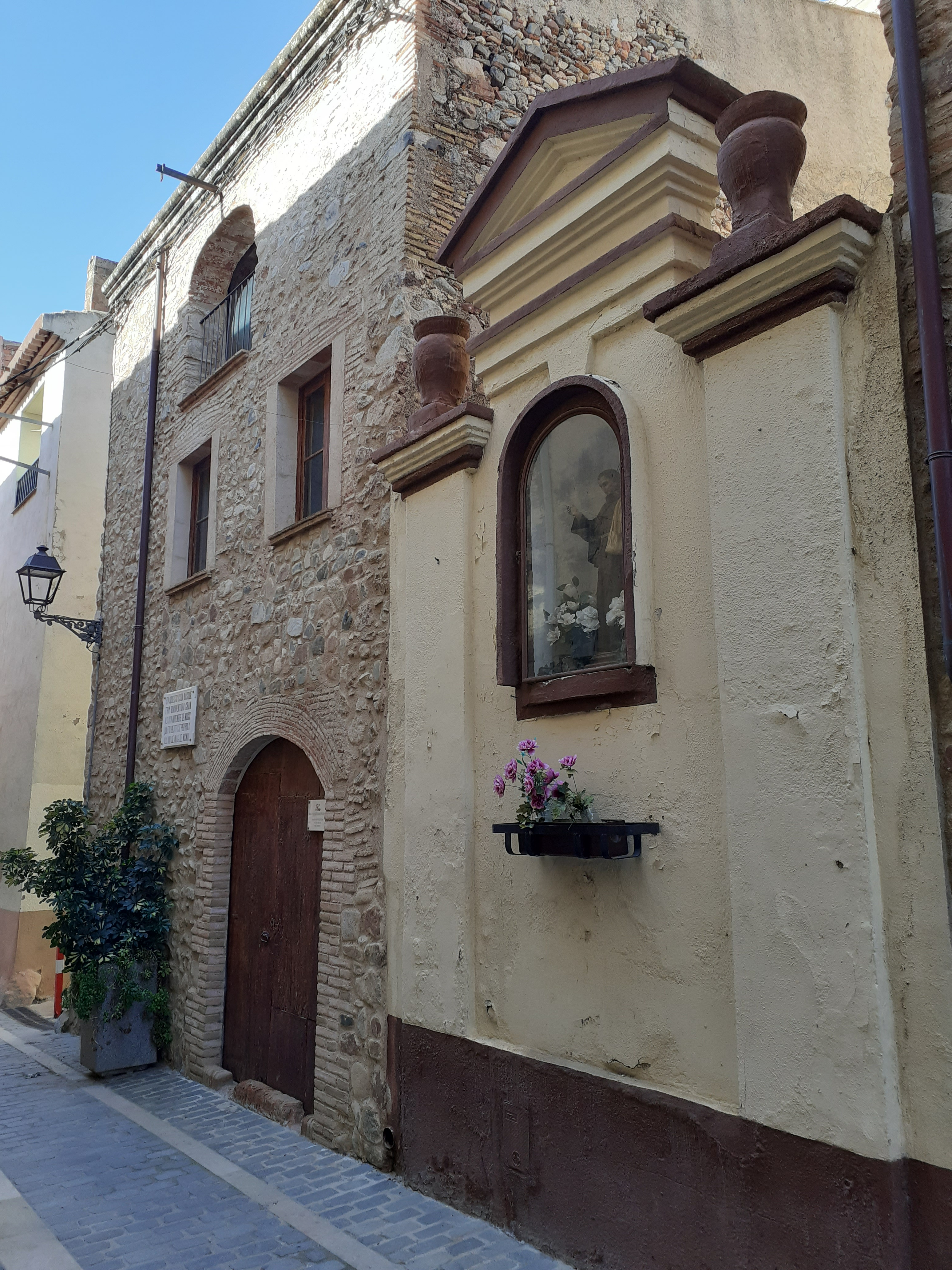
Casa natal del Beat amb una capella annexa amb la seva imatge
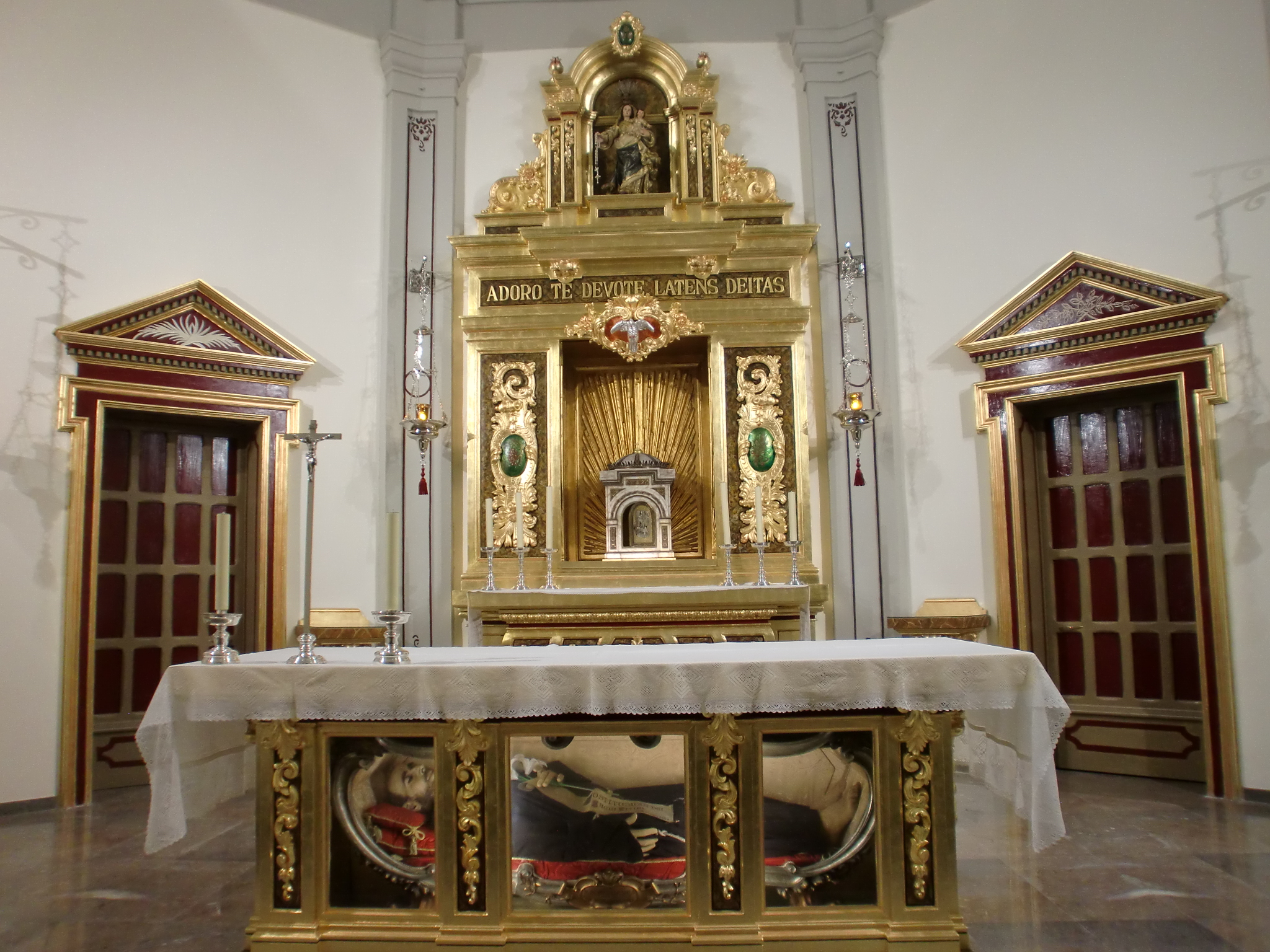
Altar del Santíssim, on es guarden les despulles del Beat
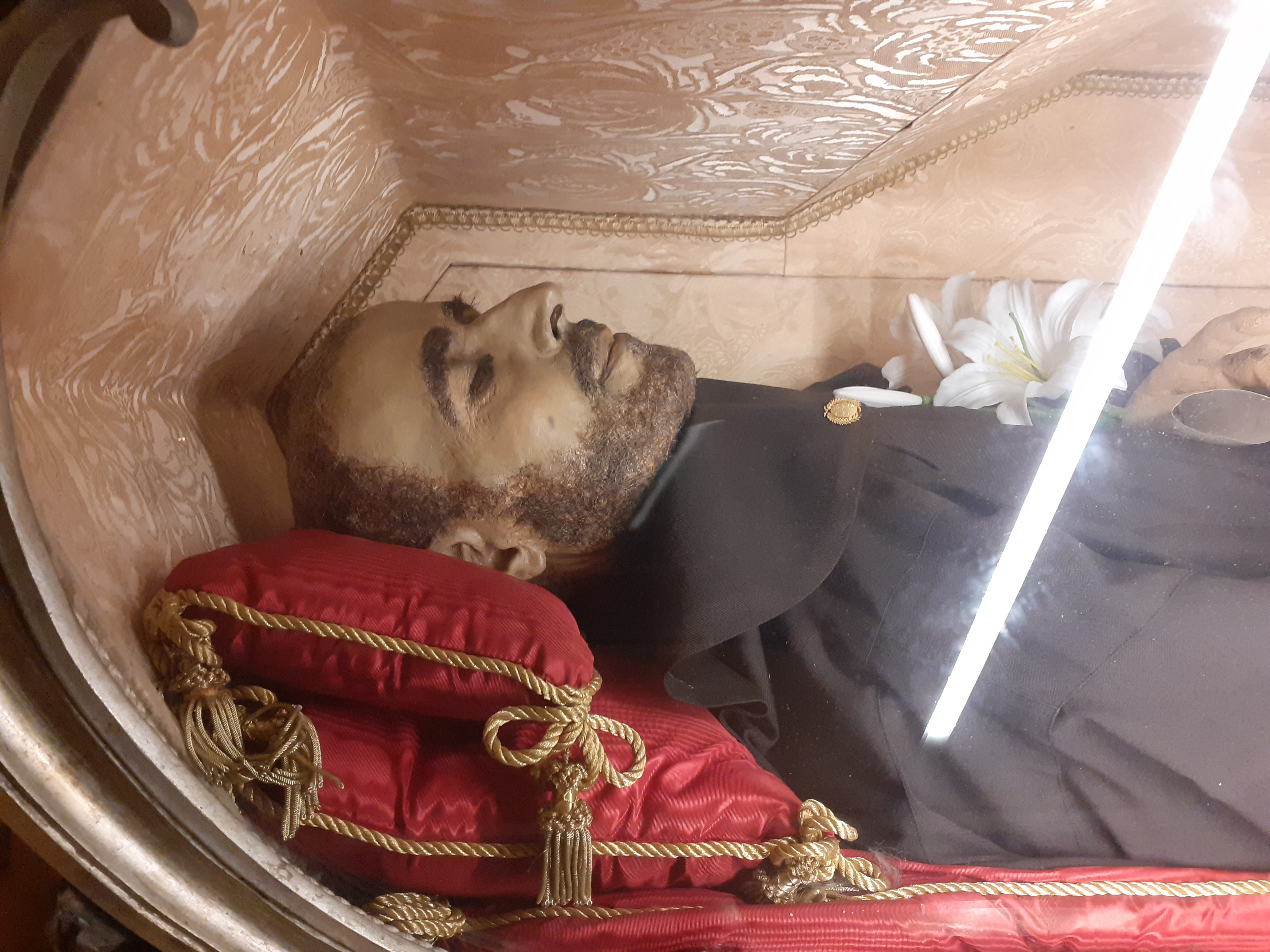
Imatge del Beat dins de l'urna
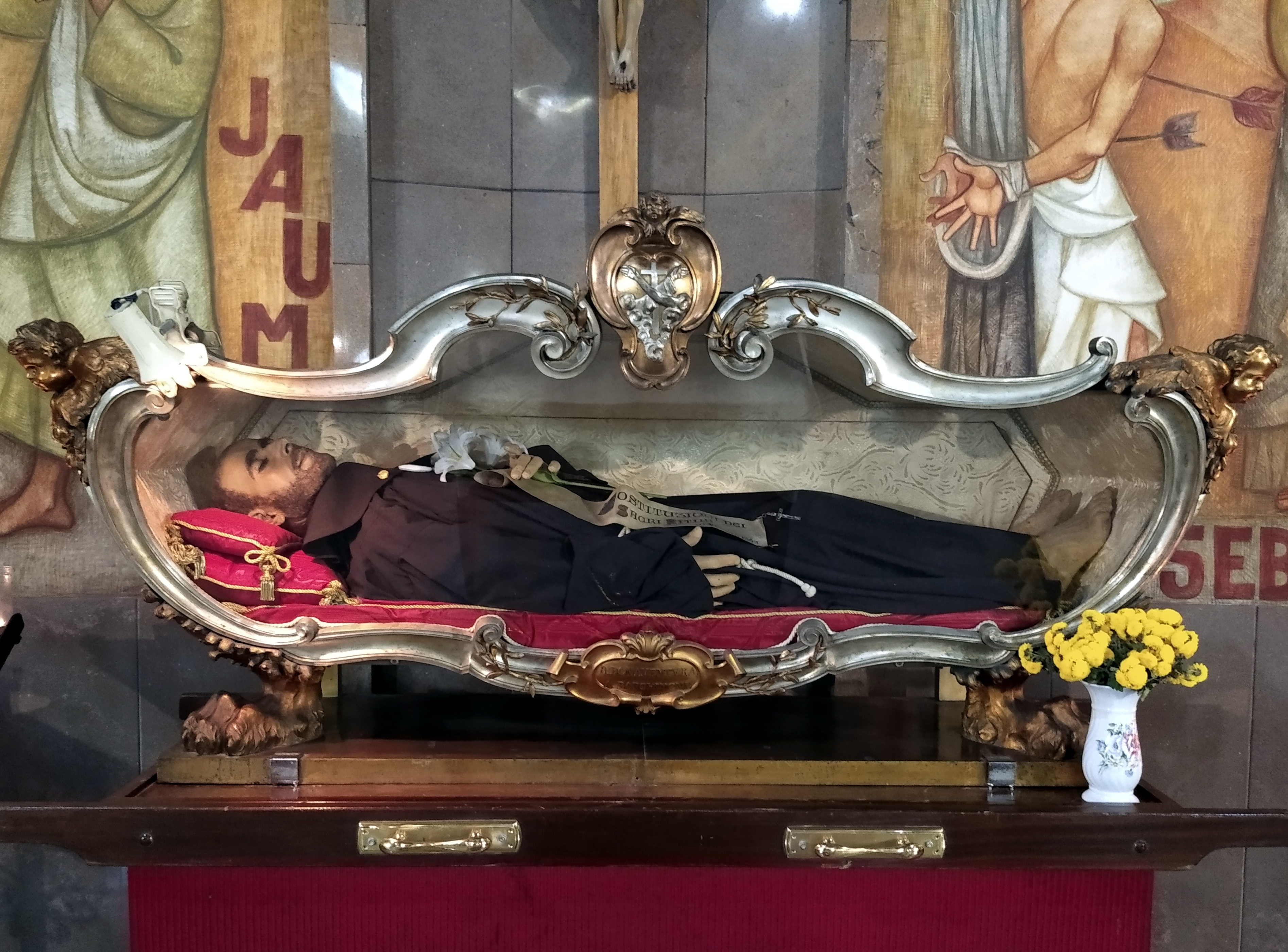
Urna amb les despulles del Beat, a l'altar major durant la seva festa
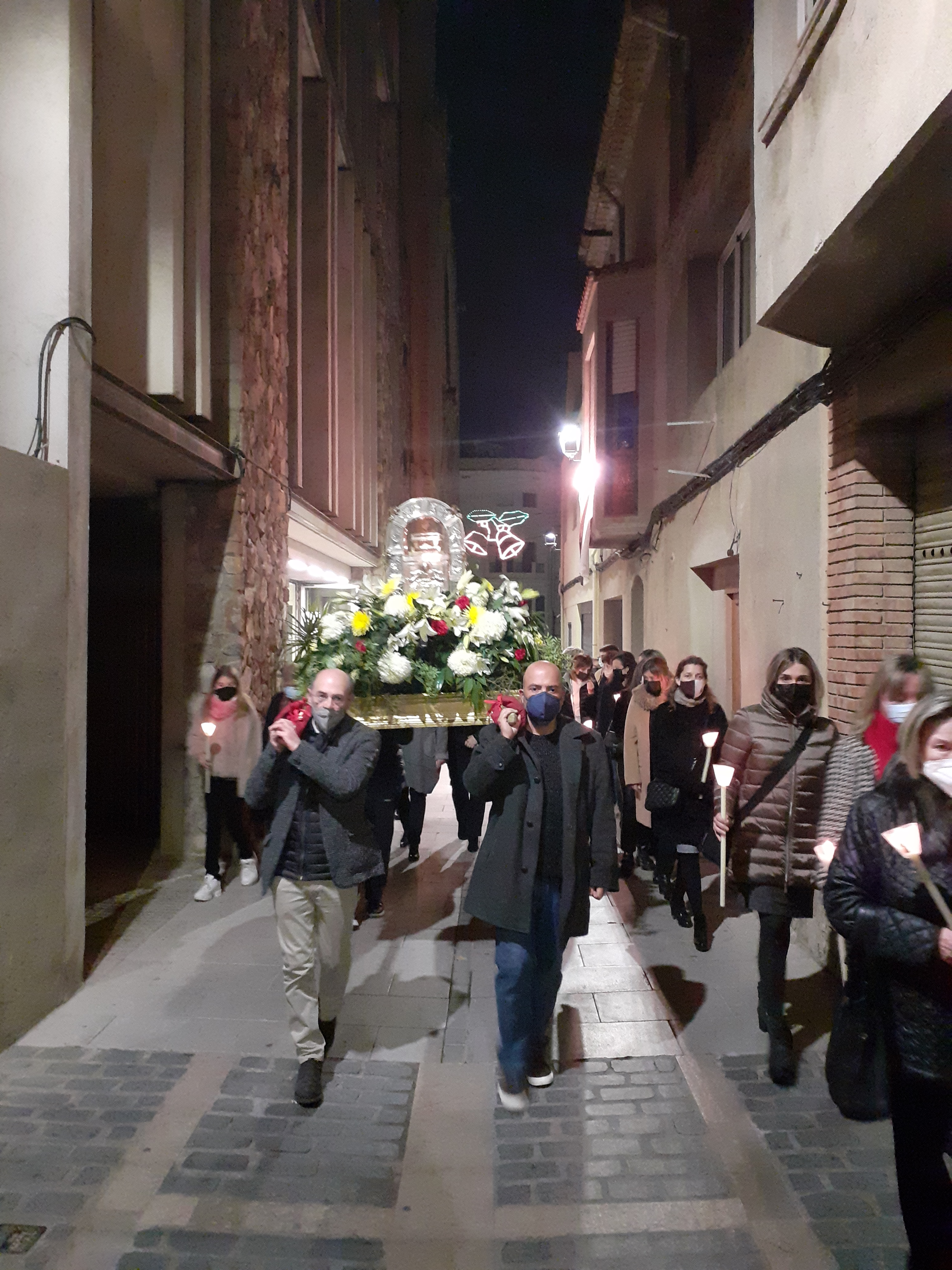
Processó amb fanalets pels carrers de Riudoms amb la relíquia del Beat
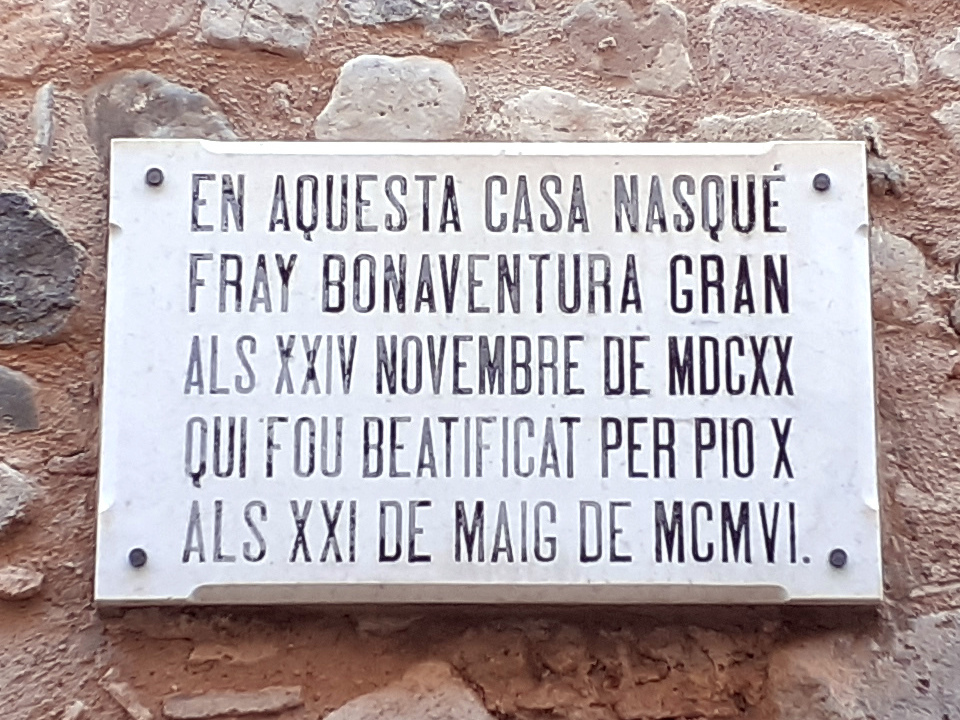
Placa a la casa natal
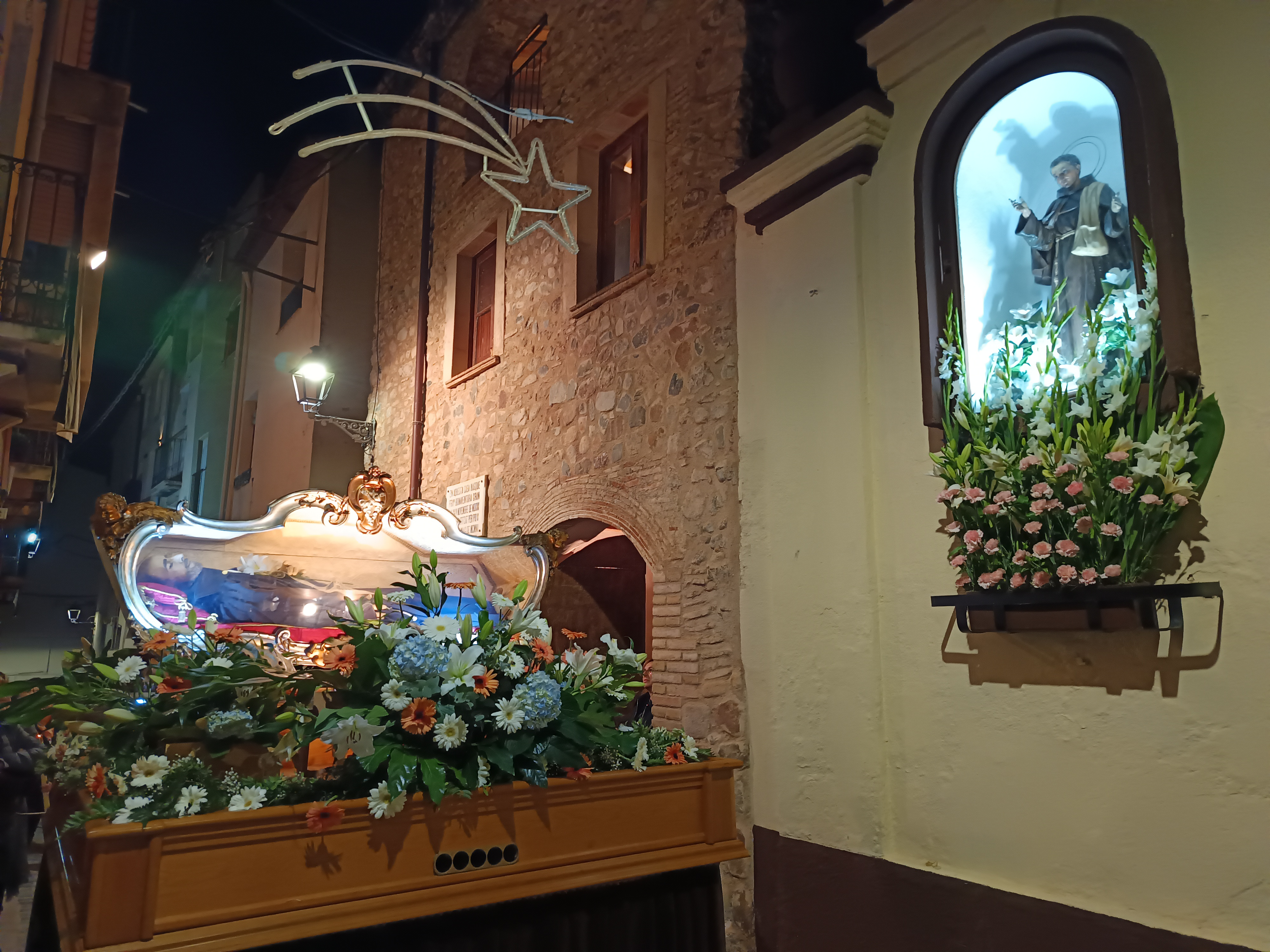
Urna del Beat Bonaventura davant de casa seva durant la processó
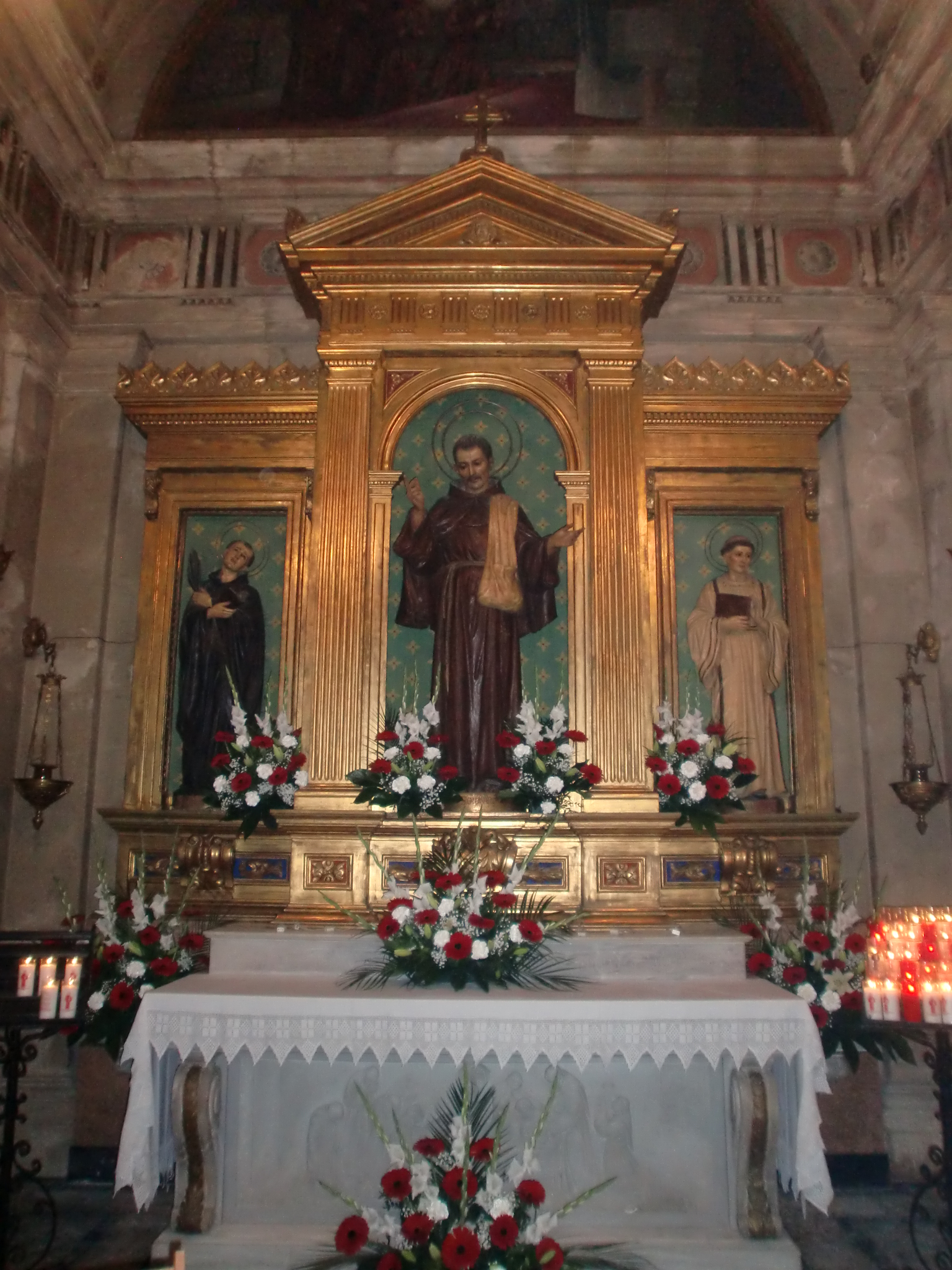
Altar del Beat Bonaventura a l'església de Riudoms
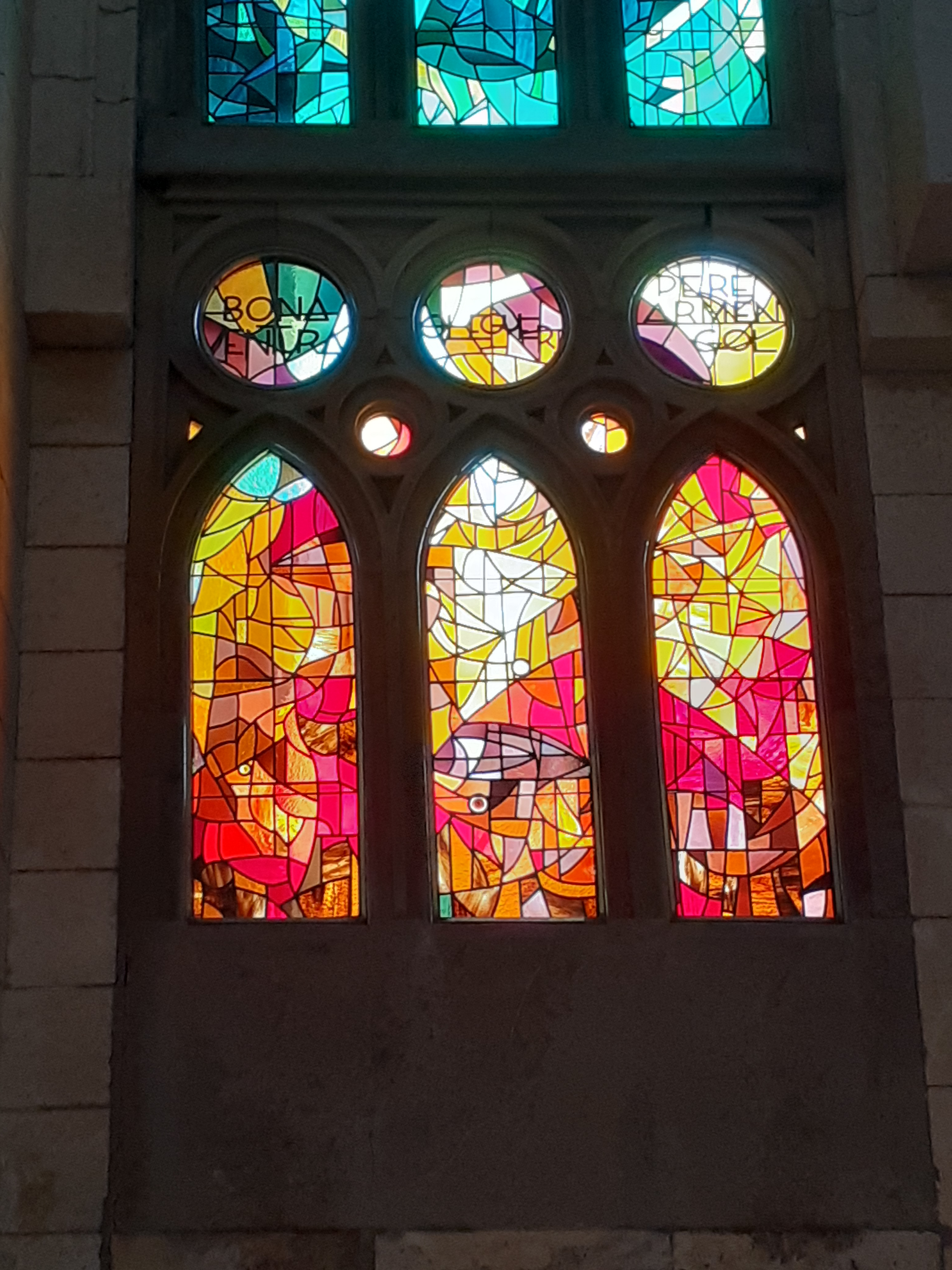
Vitrall dedicat al Beat Bonaventura a la Sagrada Família